# Thalay Sagar
Der Thalay Sagar (Hindi थलै सागर) ist ein 6904 m hoher Berg im westlichen Himalaya.
Er befindet sich in der Gangotri-Gruppe, die Teil des Garhwal-Himalayas ist und im indischen Bundesstaat Uttarakhand liegt. Auf Grund seiner Schwierigkeiten wurde erst im Laufe der 1970er Jahre versucht den Berg zu besteigen, als anspruchsvolles Felsklettern auch auf die höchsten Berge der Welt angewandt wurde. Im Juni 1979 gelang dem englisch-amerikanischen Team Roy Kligfield, John Thackray und Pete Thexton die Erstbesteigung.